# Helmut Symmangk
Helmut Symmangk (* 6. August 1931 in Stimmersdorf, Tschechoslowakei; † 10. Juni 2018 in Starnberg) war ein deutscher Maler und Grafiker.

## Leben
Symmangk wurde in Stimmersdorf in der Böhmischen Schweiz in einem kleinen Umgebindehaus geboren. Sein Vater Emil Symmangk (1907–1984) war Möbeltischler und seine Mutter Marie Symmangk geb. Kleinpeter (1909–1993) war Arbeiterin. 1932 wurde seine Schwester Hilda geboren. Er besuchte die Volksschule in Obergrund bei Tetschen-Bodenbach und wollte unbedingt Förster werden. 1946 lernte Symmangk den jungen Maler Emil Hille kennen, und es entstanden erste Arbeiten nach der Natur. 1946 wurde die Familie enteignet und nach Schwaan in Mecklenburg umgesiedelt.
In Schwaan versuchten sie unter ärmlichen Verhältnissen einen neuen Anfang. Symmangk war als Hilfsarbeiter tätig. Von 1947 bis 1949 absolvierte er eine Lehre zum Ofensetzer. Sein Zeichentalent fiel an der Berufsschule in Güstrow auf und er bewarb sich auf Empfehlung 1950 an der neu gegründeten Fachschule für angewandte Kunst in Wismar (später Heiligendamm). Von 1950 bis 1953 studierte er dort Grafik bei Hans Schlapmann. Hier entstanden erste Lithografien. 1954 war er dort noch ein Jahr Assistent und unterrichtete Schrift. Parallel dazu arbeitete er weiterhin mit Emil Hille zusammen. Bis zu dessen Tod in Parchim blieben die beiden in Kontakt.
Von 1954 bis 1959 studierte er Malerei an der Hochschule für Bildende und Angewandte Kunst Berlin-Weißensee, erst bei Toni Florence Mau, bei dem jungen Günther Brendel und ab dem zweiten Jahr bei Kurt Robbel.
Hier lernte Symmangk die Maler Ronald Paris und Klaus Roenspieß kennen, der Beginn einer lebenslangen Freundschaft und eines regen Briefwechsels.
Von 1966 bis 1968 war er Meisterschüler an der Akademie der Künste der DDR in Berlin, erst bei Otto Nagel und danach bei Bert Heller, 1967 reiste er für drei Monate zu Studienzwecken in die Sowjetunion. Dabei lernte er den Bildhauer Friedrich B. Henkel kennen.
Von 1960 bis 1963 war Symmangk Mitarbeiter für Lithografie an den Zentralen Werkstätten für Grafik in Berlin bei Fritz Dähn. Er druckte dort für unter anderem Ronald Paris, Hans Vent, Otto Niemeyer-Holstein, Arno Mohr, René Graetz und Herbert Sandberg. Über diese Arbeit fand er viele Kontakte zu Künstlerkollegen.
Dem druckgrafischen Werk von Symmangk kommt eine besondere Bedeutung zu, alle Drucke sind von ihm selbst gefertigt. Dies erfolgte von 1963 bis 1974 in eigener Druckwerkstatt auf der Hintermauer in Meißen, im Haus der Schwiegereltern, von 1974 bis 1990 im Atelier auf der Leninstraße in Meißen. Nach der Auflösung des Ateliers 1990 aufgrund der exorbitant gestiegenen Mieten nach der Wende endete seine druckgrafische Produktion.
Ab 1963 arbeitete Symmangk als freiberuflicher Maler und Grafiker in Meißen. 1966 erhielt er für den dreiteiligen Zyklus Ein Mensch ist ein Mensch den Kunstpreis der Stadt Meißen. Zwischen 1968 und 1978 entstanden zahlreiche Wandbilder, Porzellanfriese und Mosaiken als Auftragswerke. Von 1978 bis 1984 war er Restaurator beim Wiederaufbau der Semperoper Dresden (Lünetten, Ornamente, Großer Vorhang). Von 1983 bis 1984 arbeitete er für einige Monate am Panoramabild Bauernkrieg von Werner Tübke in Bad Frankenhausen mit.
Von 1984 bis 1992 war er Dozent im Abendstudium an der Hochschule für Bildende Künste Dresden. Zeitgleich restaurierte er 1984 auch historische Tapeten im Pückler-Schloss Branitz. Zwischen 2011 und 2012 entstanden einige Holzplastiken, die sich alle im Nachlass befinden.
Ab Dezember 2014 bis zu seinem Tod lebte und arbeitete Symmangk in Gauting bei München. Hier entstanden noch einige Alpen-Bilder.
Im Laufe seines Schaffens kam es zu mehreren umfassenden Werkvernichtungen, die letzte nach dem Tod seines Sohnes Ronald (2010) im Winter 2011.
Symmangk war von 1952 bis 2004 mit der Keramikerin und Formgestalterin Ellinor Symmangk (1931–2004) verheiratet. Aus der Ehe gingen ein Sohn (1963–2010) und eine Tochter (* 1967) hervor. Helmut Symmangk verstarb nach kurzer schwerer Krankheit in Starnberg. Er wurde am 29. Juni 2018 auf dem Frauenkirchfriedhof in Meißen neben seiner Frau Ellinor beigesetzt.

## Werke (Auswahl)
- 1958: An der Jannowitzbrücke, Öl auf Leinwand, Stadtmuseum Berlin
- 1961: Lesendes Mädchen, Lithografie
- 2007: Die Brücke von Wieck, Acryl auf Leinwand
- 2017: Waxensteine am Riessersee bei Garmisch, Acryl auf Leinwand

## Ausstellungen (Auswahl)
- 1961: Ausstellungsbeteiligung Junge Kunst – Malerei unter Fritz Cremer, Deutsche Akademie der Künste Berlin
- 1962/1963, 1967/1968 und 1987/1988: Fünfte und Sechste Deutsche Kunstausstellung und X, Kunstausstellung der DDR in Dresden
- 1962: Ausstellung HELMUT SYMMANGK, KLAUS ROENSPIESS und KONRAD KNEBEL, Erich-Weinert-Haus Berlin
- 1963: Einzelausstellung Helmut Symmangk – Junge Künstler stellen sich vor, Porzellan-Manufaktur Meißen
- 1969: Einzelausstellung Helmut Symmangk – 32.Studioausstellung, Leonhardi-Museum Dresden
- 1971: Ausstellungsbeteiligung II Indian Triennale, New Delhi
- 1982: Ausstellungsbeteiligung Kurt Robbel und seine Schüler, Altes Museum Berlin
- 1994: Ausstellung Helmut Symmangk und Renée Reichenbach – Malerei und Keramik, Galerie am Ratswall Bitterfeld
- 2012: Einzelausstellung Helmut Symmangk – Malerei 1992–2012, Bennohaus Kunstverein Meißen (gezeigt wurden Werke aus dieser Zeit sowie Holzplastiken 2011–2012)
- 2018 Ausstellungsbeteiligung Die Schönheit der großen Stadt, Museum Ephraim-Palais Berlin
- 2023 Malerfreunde: Ronald Paris und Helmut Symmangk, Willi-Sitte-Galerie, Merseburg[1]